# 76-мм дивизионная пушка образца 1936 года (Ф-22)
76-мм дивизионная пушка образца 1936 года (Ф-22, индекс ГАУ — 52-П-363А) — советская дивизионная полууниверсальная пушка периода Второй мировой войны. Являлась первым орудием, разработанным конструкторским бюро под руководством В. Г. Грабина, и одним из первых орудий, полностью разработанных в СССР (а не представляющих собой модернизацию орудий армии Российской империи или зарубежную разработку). Созданная в рамках не оправдавшей себя концепции универсального (зенитно-дивизионного) орудия, Ф-22 имела ряд недостатков, в связи с чем была снята с серийного производства через три года после его начала. Произведённые орудия приняли активное участие в предвоенных конфликтах и Великой Отечественной войне. Многие орудия этого типа стали трофеями немецкой, финской и румынской армий. В Германии трофейные орудия были модернизированы и активно использовались в качестве противотанковых пушек, как в буксируемом, так и в самоходном варианте.

## История

### Предпосылки
К началу 1930-х годов советская пушечная дивизионная артиллерия была представлена модернизированной 3-дюймовой пушкой обр. 1902 г., принятой на вооружение под официальным наименованием 76-мм дивизионная пушка обр. 1902/30 гг. Модернизация этого орудия заключалась главным образом в увеличении дальности стрельбы за счёт увеличения максимального угла вертикального наведения (ВН) и повышения начальной скорости за счёт использования более длинного ствола. Однако принципиальные недостатки однобрусного лафета — отсутствие подрессоривания и малый угол горизонтального наведения (ГН) — остались не устранёнными. Дальнейшая модернизация «трёхдюймовки» была признана бесперспективной.
Дальнейшее развитие советских дивизионных пушек пошло по двум направлениям. Ещё в 1925 г. в Косартопе ствол 3-дюймовки пытались наложить на лафет 48-лин. гаубицы обр. 1909 г. Была предпринята попытка дальнейшего увеличения дальности стрельбы путём установки удлинённого до 50 калибров 76-мм ствола на лафет 122-мм гаубицы обр. 1910/30 гг. Созданная таким образом артиллерийская система, принятая на вооружение РККА как 76-мм пушка обр. 1933 г., обладала всеми недостатками пушки обр. 1902/30 гг., поскольку её лафет сохранил однобрусную конструкцию без подрессоривания колёсного хода. Кроме того, подвижность орудия по сравнению с 76-мм пушкой обр. 1902/30 гг. ухудшилась из-за возросшего на 250 кг веса. Поэтому серийный выпуск пушек обр. 1933 г. ограничился малой серией — около 200 орудий. Другим направлением стала попытка создания универсальных дивизионных пушек.
История развития артиллерийского вооружения в СССР с конца 1920-х по конец 1930-х годов была насыщена различными недостаточно продуманными экспериментами и кампаниями, активно поддерживаемыми М. Н. Тухачевским. С 1931 года он занимал пост начальника вооружений РККА, а в 1934 году стал заместителем народного комиссара обороны по вооружению. На этих должностях у него имелись все возможности по определению политики в области развития перспективных артиллерийских систем. Наиболее затратными были бесполезная в итоге кампания по перевооружению РККА динамореактивными (безоткатными) орудиями Курчевского и длительные бессмысленные работы по полигональным снарядам. Ещё одним примером такого рода деятельности М. Н. Тухачевского в области артиллерийского вооружения стало создание универсальной дивизионной пушки.

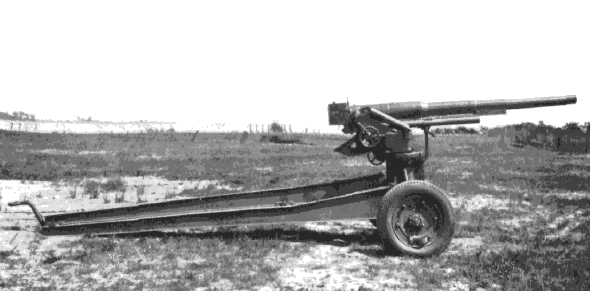
75-мм опытная пушка T3

Концепция универсальной пушки, одновременно сочетавшей в себе качества зенитного и дивизионного орудия, активно обсуждалась артиллерийскими специалистами разных стран в 1920—1930-х годах. Наибольшую популярность такая концепция приобрела в США, где в конце 1920-х годов были созданы 75-мм универсальные пушки T2 и T3. Однако после проведённых испытаний опытных образцов этих орудий было решено отказаться от принятия их на вооружение ввиду чрезмерной сложности. Более того, результаты испытаний привели американских военных к признанию самой концепции универсальных дивизионных пушек ошибочной, следствием чего стало прекращение их дальнейшего развития в США. Работы по 75-мм универсальной пушке велись и чехословацкой фирмой «Шкода» (в частности, созданная этой фирмой 75-мм пушка M.28 имела максимальный угол вертикального наведения 80°). Некоторые 75-мм пушки, созданные в те же годы французской фирмой «Шнейдер» и английской «Виккерс-Армстронг», также позиционировались как универсальные. Но по своей конструкции и основному назначению они представляли собой типичные зенитные орудия.
Заинтересовавшись концепцией универсального орудия, М. Н. Тухачевский в 1927 году на подмосковном полигоне в Кунцево предложил совместить 76-мм полковую пушку обр. 1927 г. с зенитной. 9 апреля 1928 года от него поступает новая директива: «Поставить вопрос о совмещении зенитной пушки с противотанковой». Эти предложения не были реализованы, что позволило советской полковой и противотанковой артиллерии избежать негативных для её боеспособности и развития последствий. Однако дивизионная артиллерия стала полигоном для испытаний продвигаемой Тухачевским концепции универсализма.

### Создание
В 1931 году Тухачевский приказывает начать работы по созданию универсальных (с круговым обстрелом) и полууниверсальных (предназначенных для «ведения заградительного зенитного огня») дивизионных пушек. Их проектированием были заняты все артиллерийские конструкторские бюро (КБ) СССР, в частности, КБ завода «Красный путиловец», КБ завода № 8, ГКБ-38, КБ завода № 92.
Первая универсальная пушка завода «Красный Путиловец» была изготовлена в 1932 году. Орудие стреляло новыми, более мощными выстрелами и получилось очень тяжёлым — 3470 кг, в связи с чем дальнейшие работы над ним были прекращены. В 1933 году КБ завода под руководством И. А. Маханова создало 76-мм универсальные пушки Л-2 и Л-3 с длиной ствола 60 и 45 калибров соответственно. Последняя проходила испытания в 1934—35 годах, но ни она, ни Л-2 на вооружение не принимались. Также в 1935 году был изготовлен и испытан опытный образец 76-мм полууниверсальной пушки Л-4.
В 1933 году на заводе № 8 им. Калинина организованная ОГПУ из арестованных инженеров «спецгруппа» в КБ предприятия разработала 76-мм полууниверсальную пушку 25-К. В 1934—35 годах это орудие проходило полигонные испытания. Впоследствии на его базе в 1935 году создали пушку 31-К. Она не выдержала испытаний вследствие плохой кучности стрельбы и слишком большого веса орудия, составлявшего 1729 кг. Та же участь постигла и пушку 32-К — дальнейшее развитие 31-К. Три изготовленных опытных образца пушки 32-К поступили в конце 1935 года на полигонные испытания, выявившие ряд недостатков их конструкции. Работы по доводке орудия были прекращены в связи с принятием на вооружение пушки Ф-22. Пушки 25-К, 31-К и 32-К имели однобрусный лафет и поддон.
ГКБ-38 (конструкторское бюро завода № 32) под руководством С. Е. Рыковского разработало 76-мм универсальную пушку А-52 и полууниверсальную пушку А-51. Обе артиллерийские системы были спроектированы в 1933 году, имели однобрусный лафет, поддон и баллистику 76-мм зенитной пушки обр. 1915/28 гг. В том же году ГКБ-38 было ликвидировано, а его помещения и оборудование переданы конструкторскому бюро, занимавшемуся проектированием безоткатных орудий. Несмотря на это, разработки ГКБ-38 были реализованы в металле. Заводы № 8 и 92 построили по опытному образцу пушек А-52 и А-51 соответственно, причём последняя получила от изготовителя «свой» заводской индекс Ф-20. В начале 1935 года А-51 и А-52 отправили на полигонные испытания. Испытания последнего завершились неудачно.
Конструкторское бюро горьковского завода № 92 («Новое Сормово») было создано в январе 1934 года под руководством В. Г. Грабина и состояло из сотрудников ликвидированного ГКБ-38. На первом этапе КБ занималось доработкой пушки А-51 (Ф-20); однако это орудие по своим характеристикам не удовлетворяло Грабина. Он начал проектирование новой артиллерийской системы, получившей заводской индекс Ф-22. Директор завода Л. А. Радкевич выступал против этого, полагая главной задачей КБ сопровождение производства; разрешение на создание орудия было получено Грабиным в Главном военно-мобилизационном управлении в обход директора завода. Проектирование Ф-22 было завершено к началу 1935 года.
Три опытных образца Ф-22 были изготовлены на заводе № 92 в апреле 1935 года, причём два орудия имели складные (ломающиеся) станины, а одно — обычные. Все опытные экземпляры имели дульный тормоз и удлинённую камору под новый патрон. Для Ф-22 были специально разработаны новые снаряды массой 7,1 кг, которыми она стреляла с начальной скоростью 710 м/с на максимальную дальность 14 060 м. 8 мая 1935 года были начаты заводские испытания, 9 июня того же года опытные образцы были доставлены под Москву на Софринский полигон. 14 июня опытные образцы Ф-22 вместе с другими образцами универсальных и полууниверсальных дивизионных пушек приняли участие в показе образцов артиллерийского вооружения высшему руководству страны во главе с И. В. Сталиным. Опытный образец Ф-22 с обычными станинами произвёл на Сталина хорошее впечатление и был отправлен на полигонные испытания, которые закончились 16 декабря 1935 года. В начале июля 1935 года завод № 92 получил срочный правительственный заказ на изготовление опытно-валовой партии Ф-22 из 10 орудий в течение 4 месяцев. В марте 1936 четыре пушки поступили на войсковые испытания, завершившиеся 22 апреля 1936 года. На них был выявлен ряд недостатков орудия, но, несмотря на это, 11 мая того же года Ф-22 была принята на вооружение под наименованием «76-мм дивизионная пушка обр. 1936 г.» и запущена в серийное производство.

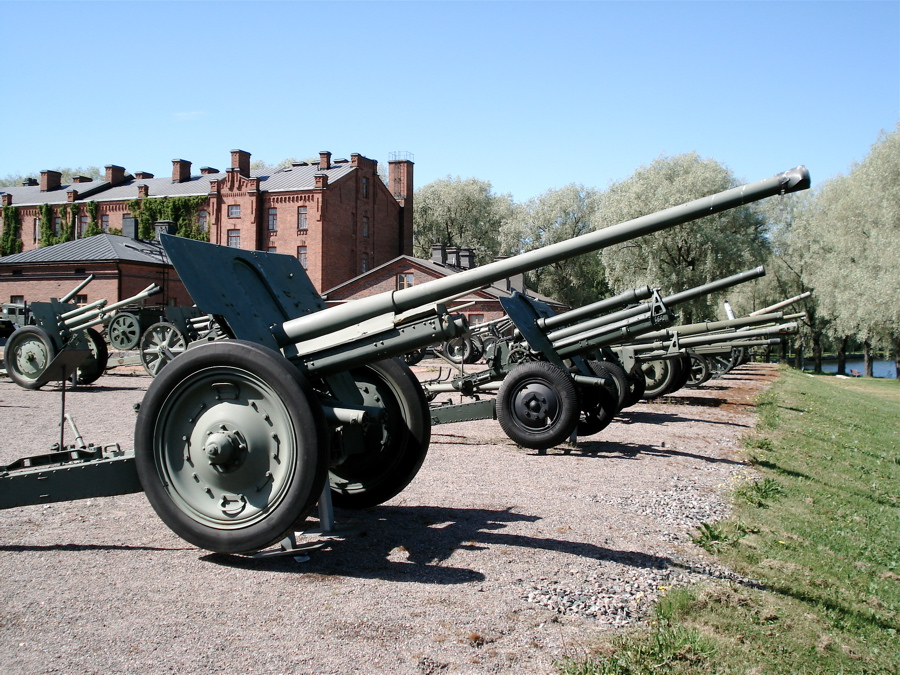
Ф-22 и УСВ (на заднем плане)

По сравнению с опытными образцами серийные орудия имели ряд существенных отличий. В частности, был исключён дульный тормоз (по мнению заказчика, он сильно демаскировал пушку поднимаемыми клубами пыли), а также принята камора под гильзу образца 1900 года. В то время Главное артиллерийское управление (ГАУ) не было готово перейти на другую гильзу (или другой калибр) дивизионных пушек, поскольку на складах оставались очень большие запасы 76-мм выстрелов с гильзой обр. 1900 г., выпущенных в период Первой мировой войны в Российской империи или импортированных из зарубежных стран. Переход на новый, более мощный выстрел в то время, несмотря на все предоставляемые им преимущества, считался неприемлемым по экономическим соображениям. В то же время спроектированная под более мощную баллистику Ф-22 имела большой запас прочности и, как следствие, потенциальную возможность стрельбы с более высокой начальной скоростью снаряда по сравнению со штатным выстрелом.

### Серийное производство и совершенствование орудия
Ф-22 была запущена в валовое производство на трёх заводах: № 92, Кировском и Уральском заводе тяжёлого машиностроения (УЗТМ). Освоение пушки в производстве шло тяжело, как по причине её значительно более сложной конструкции по сравнению с предыдущими орудиями аналогичного класса, так и потому, что пушка имела массу дефектов и постоянно совершенствовалась. В частности, в 1937 году испытывались Ф-22 «полуторной очереди», имевшие литой нижний станок, усиленную обойму люльки и ряд других изменений, а также орудие «второй очереди», имевшее клёпаные верхний и нижний станки, сниженную на 35 мм линию огня, изменённый поворотный механизм. Первые 10 предсерийных орудий были выпущены в 1936 году, а в конце 1939 года серийное производство Ф-22 было прекращено в связи с принятием на вооружение нового орудия — 76-мм дивизионной пушки образца 1939 года (УСВ), также разработки КБ Грабина.
| Производство 76-мм дивизионных пушек обр. 1936 г., шт. |      |      |      |       |
| 1936                                                   | 1937 | 1938 | 1939 | Всего |
| 10                                                     | 417  | 1002 | 1503 | 2932  |

### Организационно-штатная структура
На вооружении РККА в 1930-1940-е годы состояло несколько наименований дивизионных пушек, и дивизия в это время могла быть вооружена одним из них. Согласно штату дивизии 1935 года дивизионные пушки организационно входили в штат трёх лёгких артиллерийских дивизионов артиллерийского полка дивизии – всего 24 орудия. В стрелковой дивизии по штату 1939 года имелся лёгкий артиллерийский полк в составе дивизиона 76-мм пушек (3 батареи по 4 орудия) и двух смешанных дивизионов (две батареи 122-мм гаубиц и одна батарея 76-мм пушек). Итого в дивизии имелось 20 76-мм дивизионных пушек. По штату июля 1940 года артиллерийский полк дивизии состоял из двух дивизионов по две батареи 76-мм пушек и одной батареи 122-мм гаубиц четырёхорудийного состава в каждом – всего 16  дивизионных пушек. В марте 1942 года в полк добавляется третий дивизион из батареи 76-мм пушек и батареи 122-мм гаубиц и пушек в дивизии становится 20.
В моторизованной дивизии в 1939—1941 годах также имелось 8 дивизионных пушек. В кавалерийских дивизиях в 1939—1941 годах имелось также 8 дивизионных пушек, с августа 1941 до лета 1942 года дивизионная артиллерия из штата кавалерийских дивизий была исключена. В стрелковых бригадах с 1939 года также имелось 8 дивизионных орудий, в мотострелковых и механизированных бригадах — 12 орудий.
Также Ф-22 входили в состав противотанковых частей. С начала 1941 года формировались артиллерийские бригады противотанковой обороны, состоявшие из двух полков, каждый из которых по штату имел дивизион 107-мм пушек М-60, 2 дивизиона 85-мм зенитных пушек 52-К, 2 дивизиона 76-мм дивизионных пушек и зенитный дивизион, имевший на вооружении 37-мм автоматические пушки и пулемёты ДШК. После начала войны артиллерийские бригады постепенно расформировываются, вместо них формируются истребительно-противотанковые артиллерийские полки (иптап) из 4—6 батарей по 4 орудия в каждой.

### Боевое применение

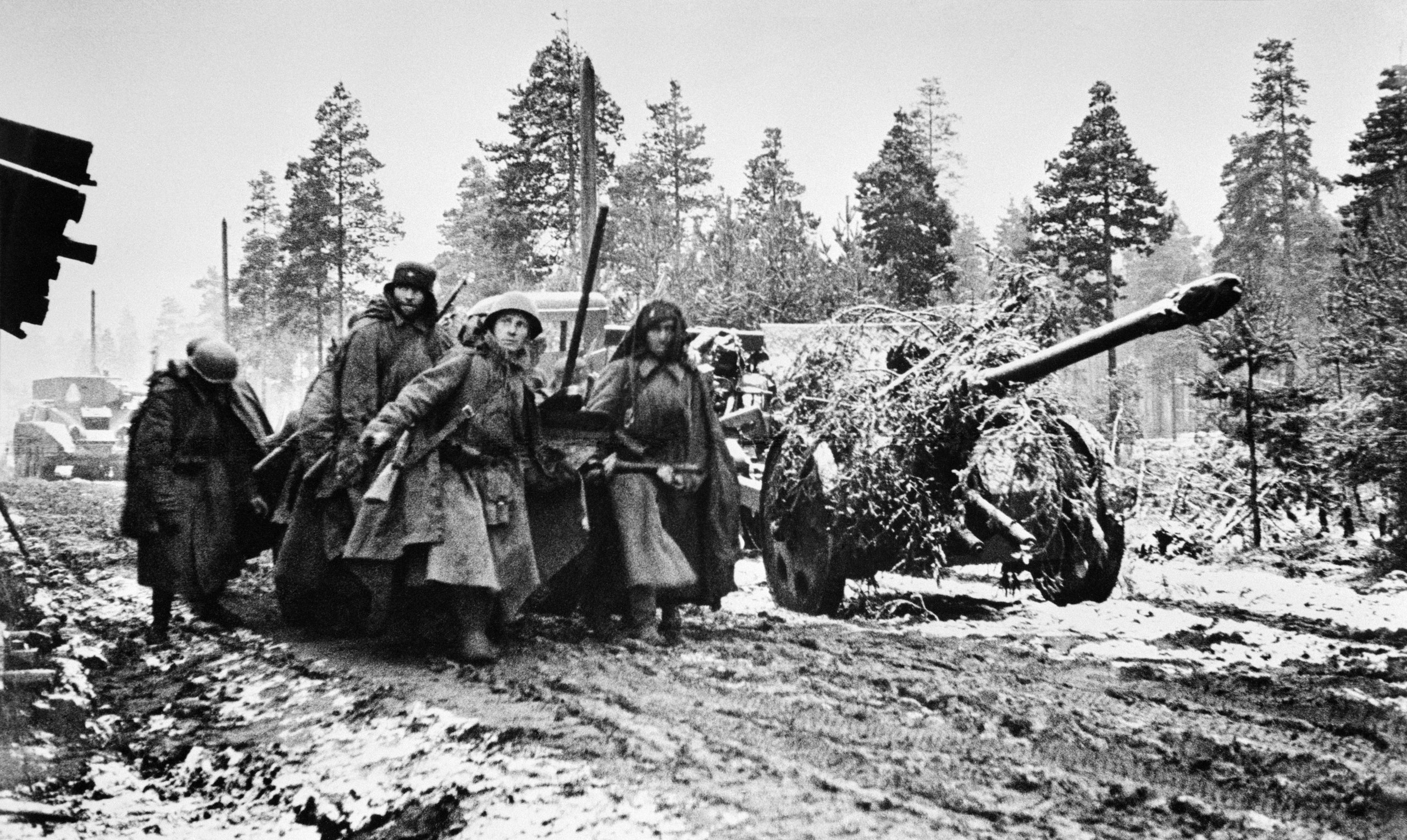
Перевозка замаскированной Ф-22 по размытым дорогам, 1 ноября 1941 г., Ленинградский фронт. Фото В. С. Тарасевича

Ф-22 выкатывается на позицию. 1943 год, Курская дуга

76-мм пушка обр. 1936 г. предназначена для:
- уничтожения живой силы противника, не находящейся за укрытием;
- подавления и уничтожения огневых средств противника;
- борьбы с мотомеханизированными боевыми средствами противника;
- разрушения проволочных заграждений;
- подавления и уничтожения артиллерии противника.

Впервые Ф-22 пошли в бой во время конфликтов у озера Хасан и на реке Халхин-Гол. Пушка приняла активное участие и в советско-финской войне 1939—1940 годов, в частности на 8 февраля 1940 года в артиллерии Северо-Западного фронта имелось 480 76-мм дивизионных пушек, главным образом — Ф-22.
На 1 января 1941 года на балансе ГАУ состояло 2874 орудия, из которых 72 требовало среднего ремонта, 12 капитального и 6 подлежали списанию.
На 22 июня 1941 года в Красной армии имелось 2868 76-мм пушек обр. 1936 г., из них в западных военных округах — 2300 орудий. Наиболее активно Ф-22 использовались в 1941 году; в дальнейшем, вследствие больших потерь их число в войсках сильно сократилось, но в небольших количествах они применялись и позднее — так, в Курской битве участвовало 2 истребительно-противотанковых полка, вооружённых этими орудиями, переброшенными с Дальнего Востока. Известен пример использования Ф-22 на Ленинградском фронте, в составе 705-го истребительно-противотанкового полка в январе 1944 года:

В бою 15 и 16 января 1944 года старший сержант Поляков Иван Васильевич проявил мужество, отвагу и героизм. Командуя орудием 76-мм дивизионной пушки, разрушил в период артиллерийской подготовки 3 ДЗОТ-а, запланированных на разрушение. С подходом в район огневых позиций третьей танковой роты 46-го отдельного гвардейского танкового полка прорыва, его орудие было взято на прицеп танка и заброшено в тыл противника. Отцепив орудие от танка, Поляков вступил в бой с противником. Прямой наводкой он уничтожил 3 ДЗОТ-а и 2 орудия ПТО, мешавших движению танков. Кроме того, захватил трёх пленных, рассеял и уничтожил группу немцев до взвода, пытавшихся пленить его расчёт. Захваченный рубеж удержал до подхода своей пехоты.

За проявленные в этом бою мужество и героизм командир орудия был удостоен звания Героя Советского Союза, а его орудие — пушка Ф-22 — в настоящее время находится в экспозиции Военно-исторического музея артиллерии, инженерных войск и войск связи в Санкт-Петербурге.
В годы войны 76-мм пушка обр. 1936 г. использовалось как полевая пушка, реже — как противотанковая и никогда — как зенитная (в документах периода войны о зенитных возможностях орудия не упоминалось).
В ходе боёв 1941—1942 годов вермахтом было захвачено в исправном состоянии большое количество (более 1250 шт.) Ф-22. Первоначально их использовали в качестве полевых орудий, присвоив индекс 7,62 cm F.K.296(r). В конце 1941 года немецкие инженеры, изучив орудие, выяснили, что оно имеет большие запасы прочности. Было принято решение переделать трофейные Ф-22 в противотанковые пушки 7,62 cm Pak 36(r), что позволило получить орудие с хорошей бронепробиваемостью, способное бороться с советскими танками Т-34 и КВ-1. Переделанные орудия использовались как на полевом лафете, так и устанавливались на самоходные артиллерийские установки. Pak 36(r) активно использовались вплоть до конца войны, в частности на 1 марта 1945 года в вермахте имелось ещё 165 таких орудий (на полевом лафете). Несколько десятков Pak 36(r) было захвачено советскими войсками в ходе Сталинградской битвы и направлено для использования в истребительно-противотанковые полки.
Финская армия использовала 86 трофейных Ф-22, из которых 37 было захвачено в ходе советско-финской войны 1939—40 годов, а 49 — в ходе Великой Отечественной войны. Орудие, получившее в финской армии индекс 76 K/36 и личное имя «Rotanhäntä», оценивалось финнами очень высоко вследствие современности конструкции и хорошей баллистики. К недостаткам были отнесены сложности с буксировкой орудия по пересечённой местности по причине низкого клиренса, неудобное расположение приводов вертикального и горизонтального наведения, а также недостаточно надёжная работа полуавтоматического затвора. Ф-22 оставались на складах финской армии вплоть до начала 1990-х годов. Некоторое количество Ф-22 было захвачено румынской армией; часть из них была использована для создания противотанковых самоходных артиллерийских установок TACAM T-60.

## Описание конструкции
Конструктивно Ф-22 представляет собой полууниверсальную пушку (то есть орудие, совмещающее в себе качества дивизионной и частично зенитной пушки). Орудие имеет современную на момент создания конструкцию с раздвижными станинами, подрессориванием и металлическими колёсами с резиновыми шинами.
Ствол орудия состоит из свободной трубы, кожуха и казённика. Полная длина ствола — 3895 мм (51,2 калибра), длина канала ствола — 3680 мм (48,4 калибра). В стволе 32 нареза, идущих слева вверх направо. Глубина нарезки 0,76 мм, ширина нарезов 5,38 мм, ширина поля 2,1 мм, крутизна нарезов — 25 калибров. Масса ствола с затвором 440—450 кг. Затвор полуавтоматический вертикальный клиновой, обеспечивающий техническую скорострельность до 21 выстрела в минуту.

Детали конструкции Ф-22
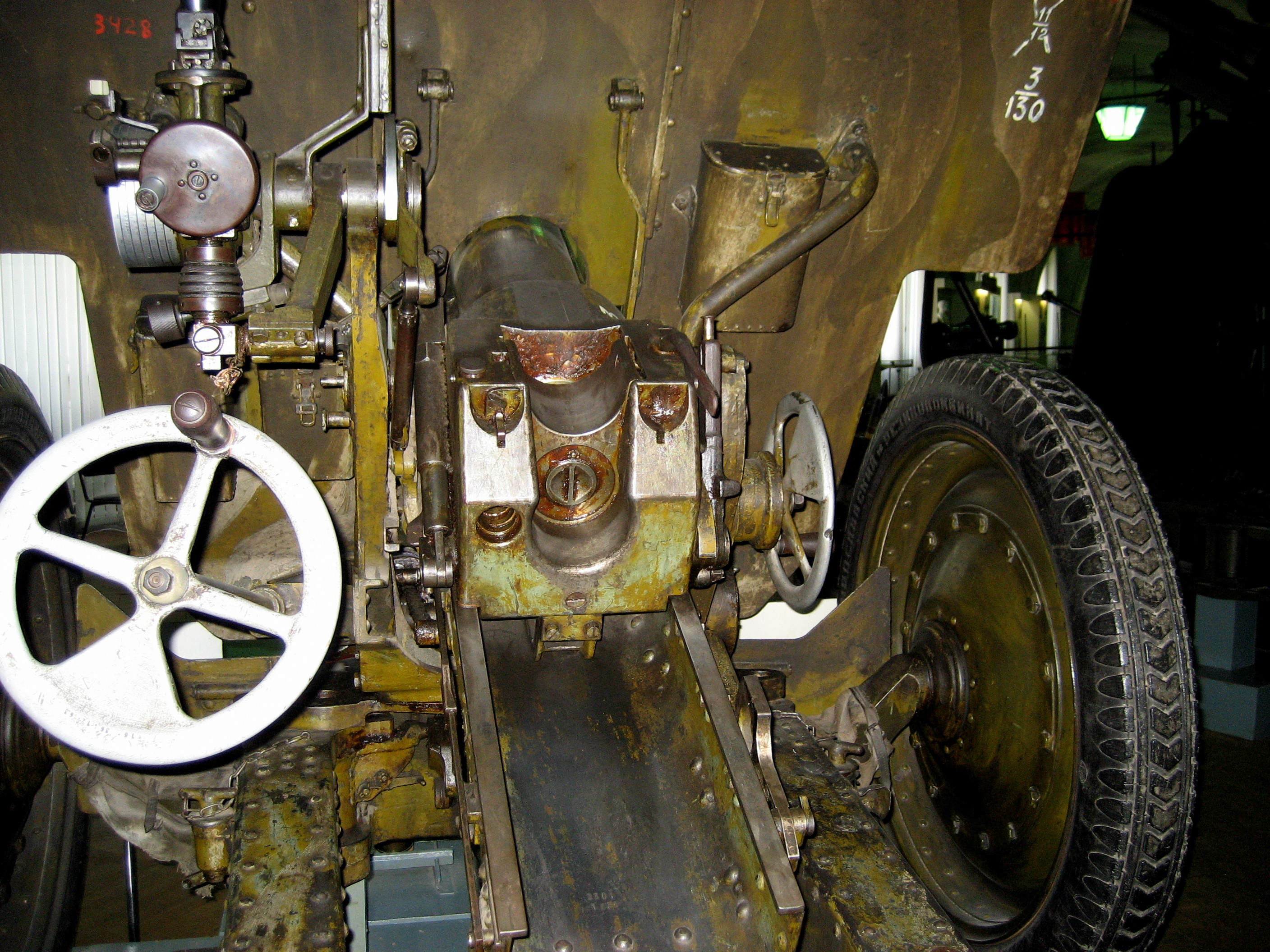
Затвор
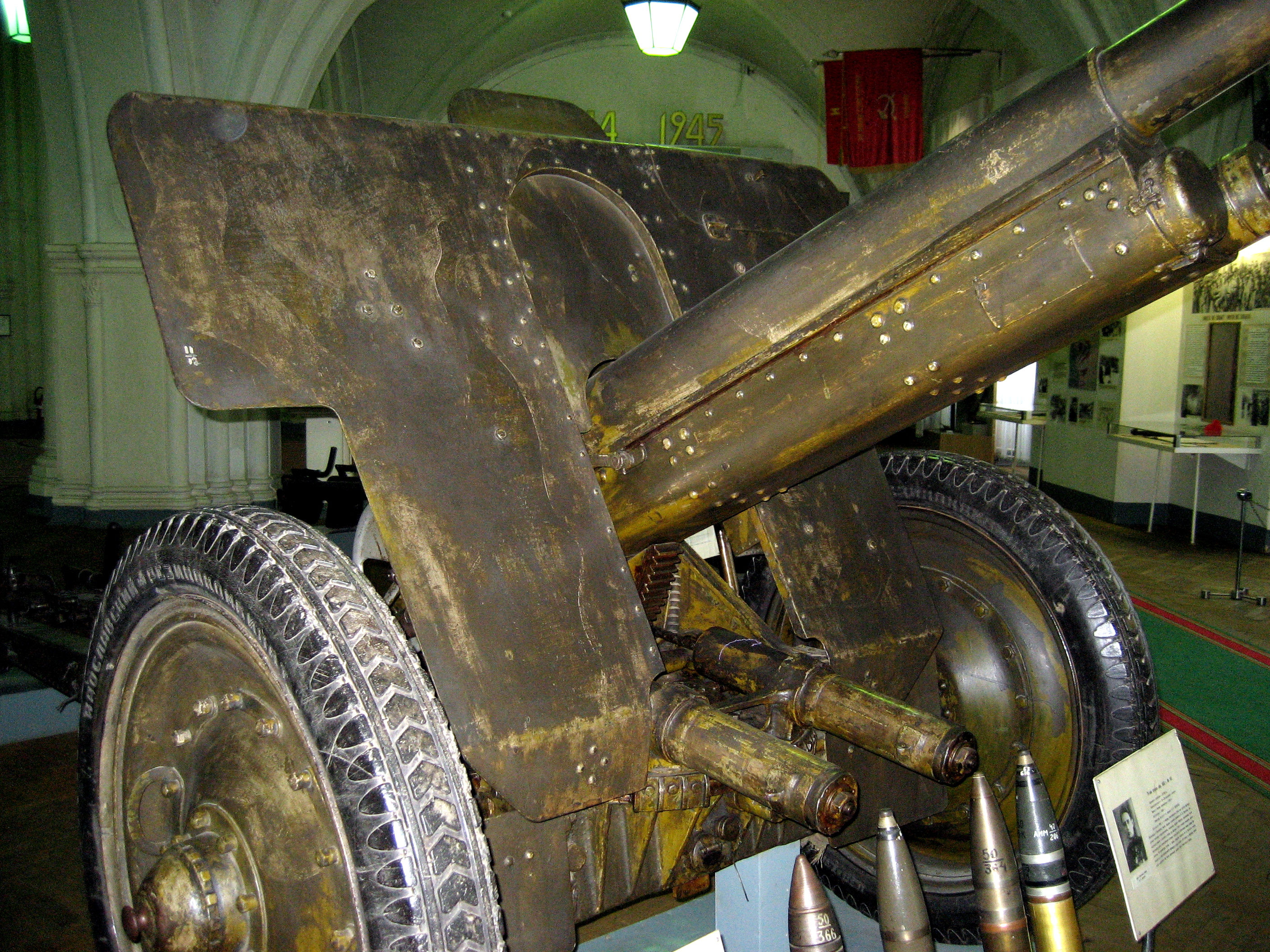
Щитовое прикрытие и противооткатные устройства
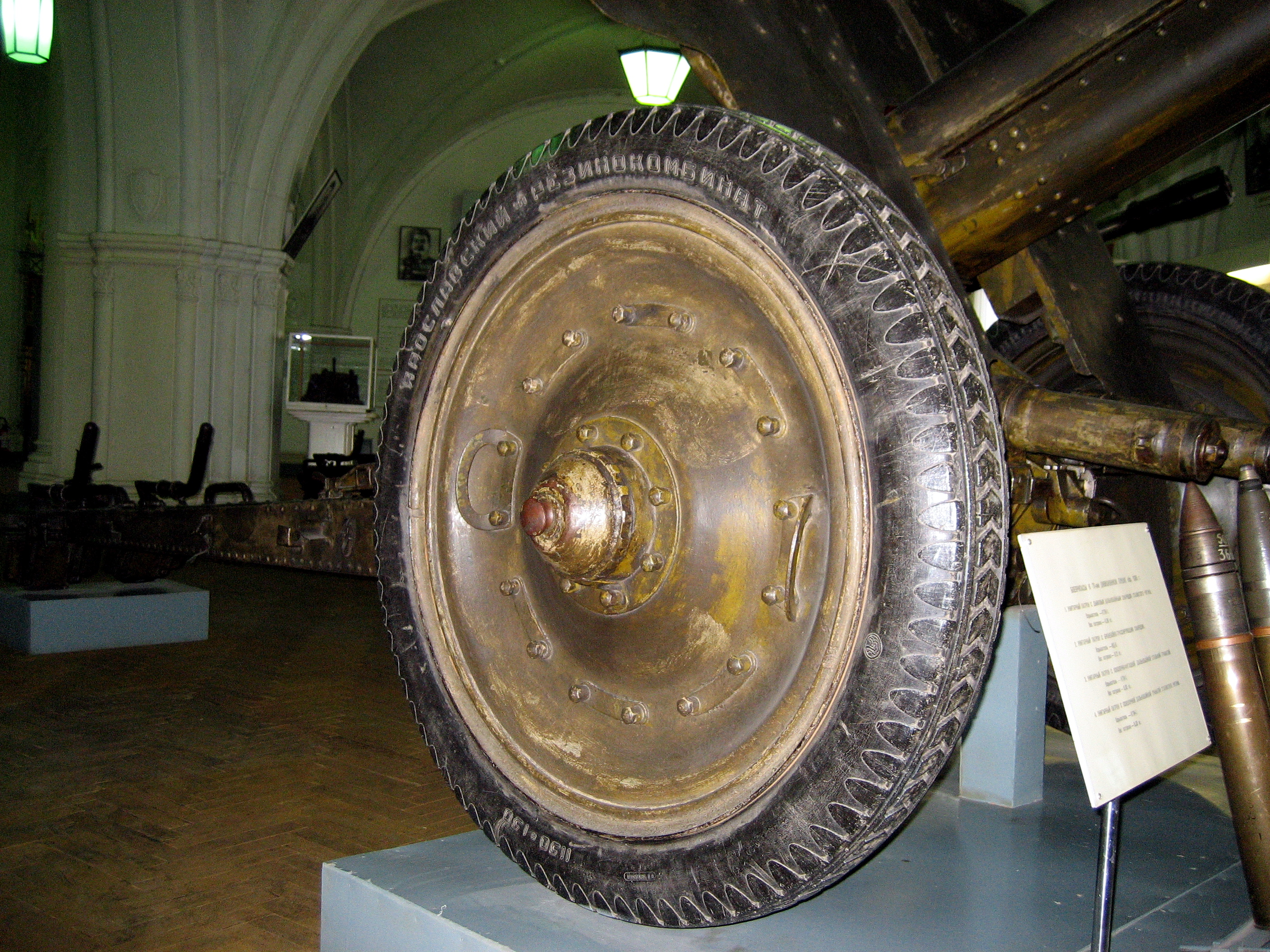
Колёсный ход
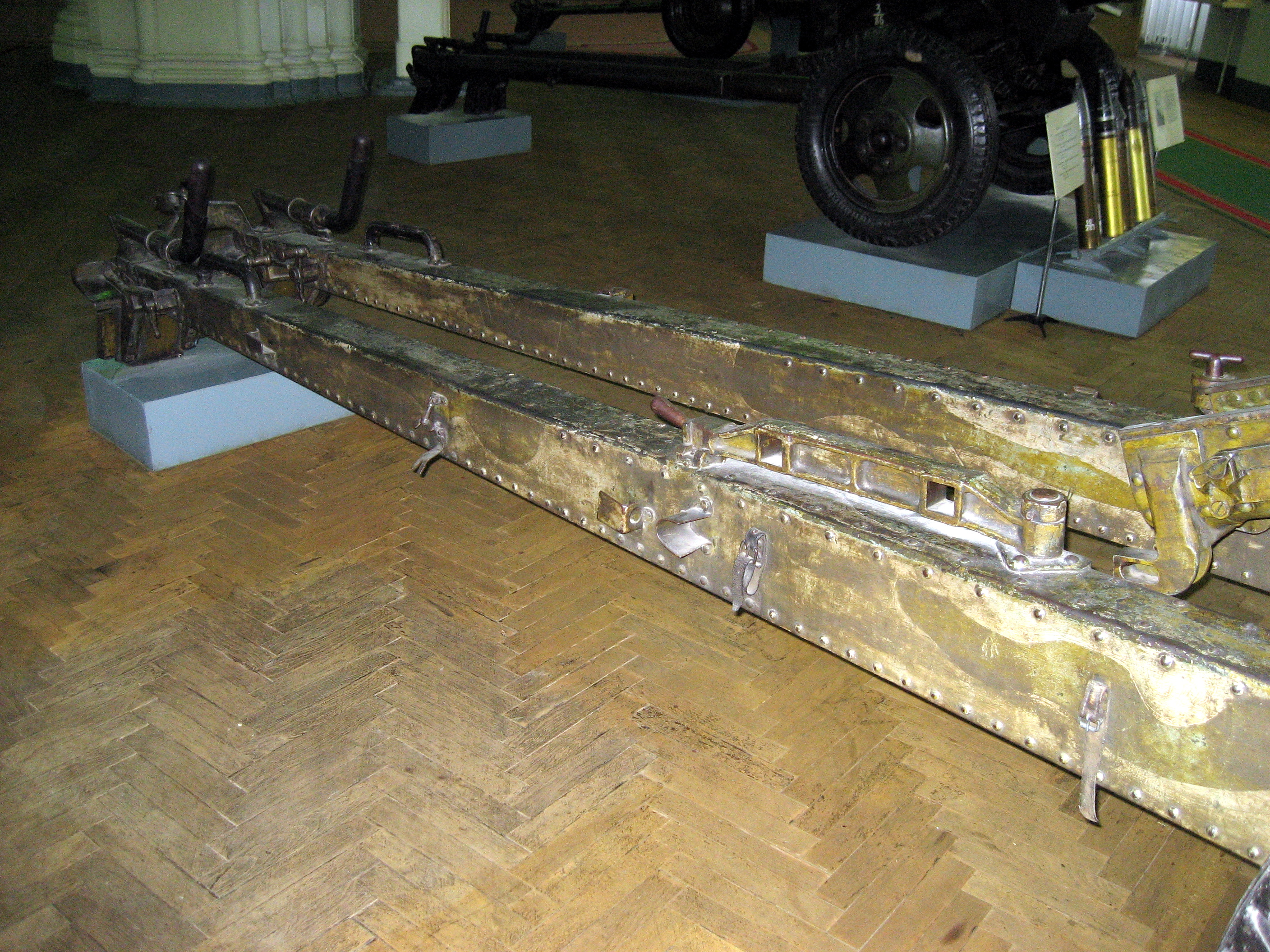
Станины
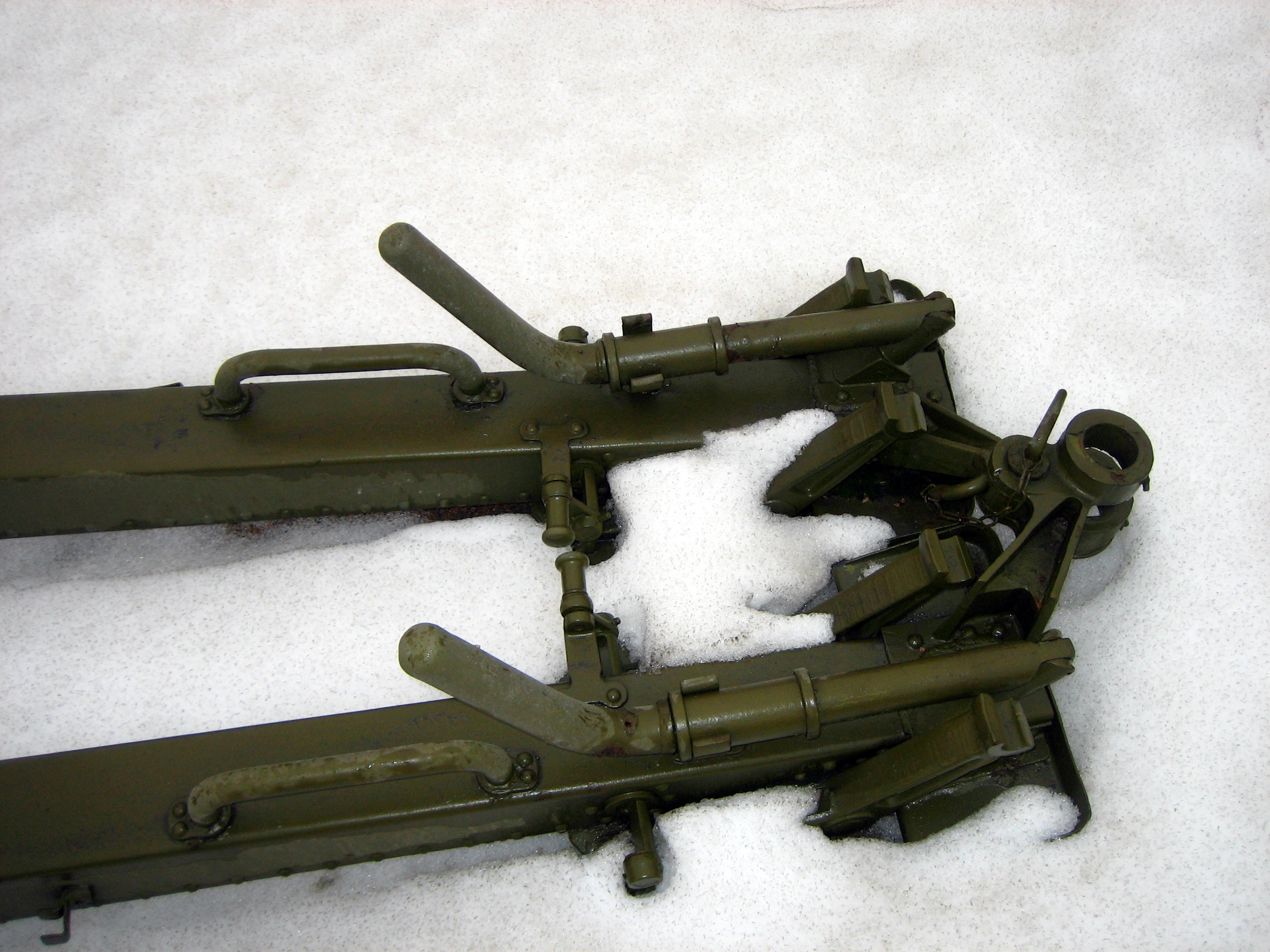
Сошники
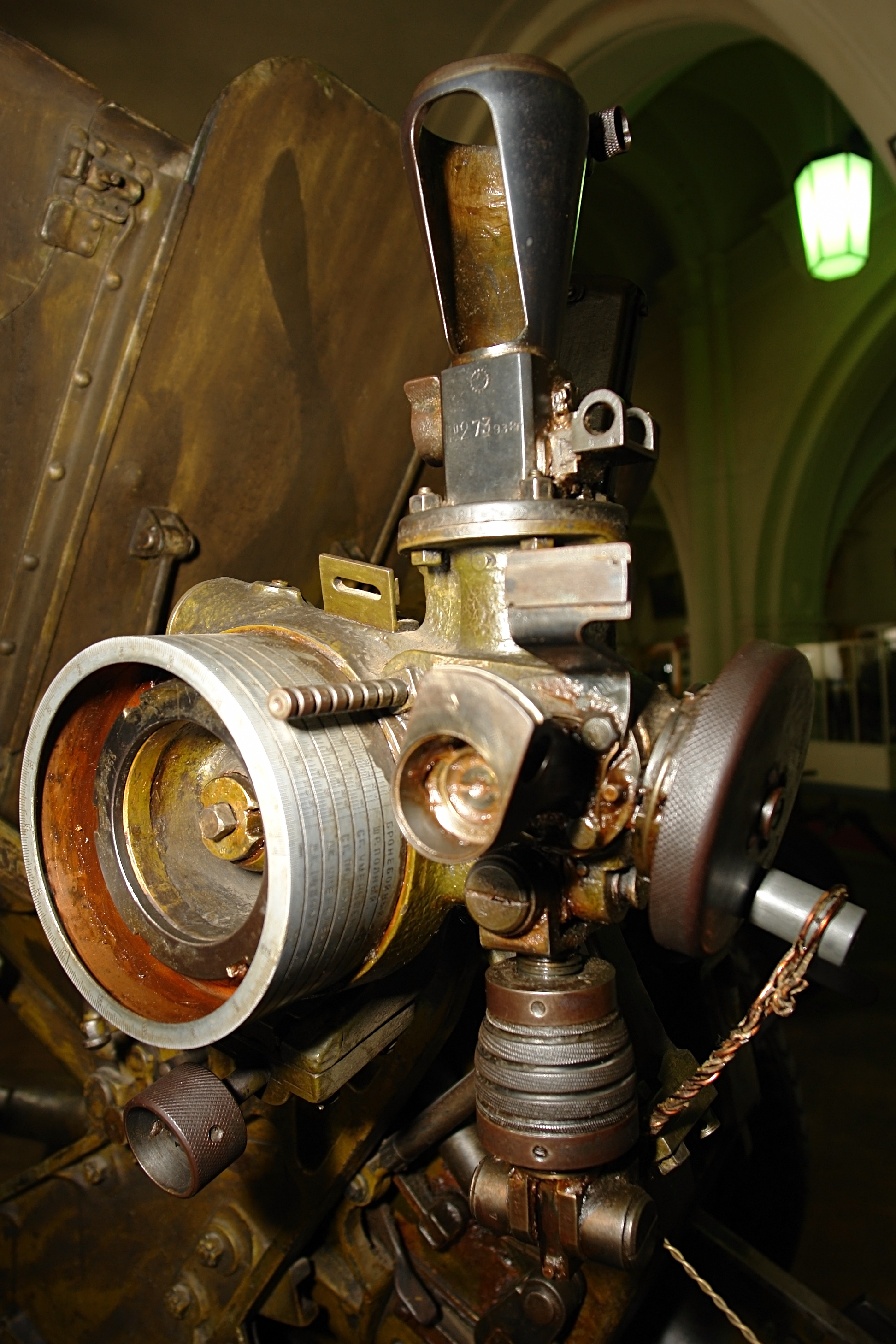
Прицел

Противооткатные устройства смонтированы в люльке под стволом, включают в себя гидравлический тормоз отката веретённого типа и гидропневматический накатник; длина отката переменная (600—1010 мм). Прицел с механизмом горизонтального наведения и механизм вертикального наведения располагались с разных сторон ствола, что требовало участия в наведении орудия двух номеров расчёта. Подъёмный механизм имел один сектор, обеспечивал вертикальное наведение от −5 до +75°. Поворотный механизм винтового типа обеспечивал горизонтальное наведение в секторе 60°. Штатный прицел обеспечивал стрельбу только по наземным целям, для зенитной стрельбы требовался «прицел с зенитной частью», который в войска не поступал.
Лафет с раздвижными станинами и подрессориванием. Боевая ось коленчатая. Рессора пластинчатая, размещена перпендикулярно оси пушки. Орудия первых выпусков имели металлические дисковые колёса КПМ с грузошиной, в дальнейшем использовались колёса ГК с шинами, заполненными губчатым каучуком. Для защиты расчёта орудия от ружейно-пулемётного огня, осколков и взрывной волны имеется щитовое прикрытие толщиной 3,5 мм. Орудие могло перевозиться как конной тягой (шестёрка лошадей) с передком, так и механической тягой (максимальная скорость буксировки по шоссе — 30 км/ч).

## Модификации и варианты
В ходе серийного производства орудие постоянно совершенствовалось, однако изменения конструкции носили технологический характер и практически не отражались на внешнем виде и характеристиках пушки. Наиболее заметной модернизацией являлась замена дисковых колёс с грузошиной, использовавшихся на орудиях ранних серий, на колёса с шиной, заполненной губчатым каучуком.

### Вермахт: Pak 36(r) и Pak 36

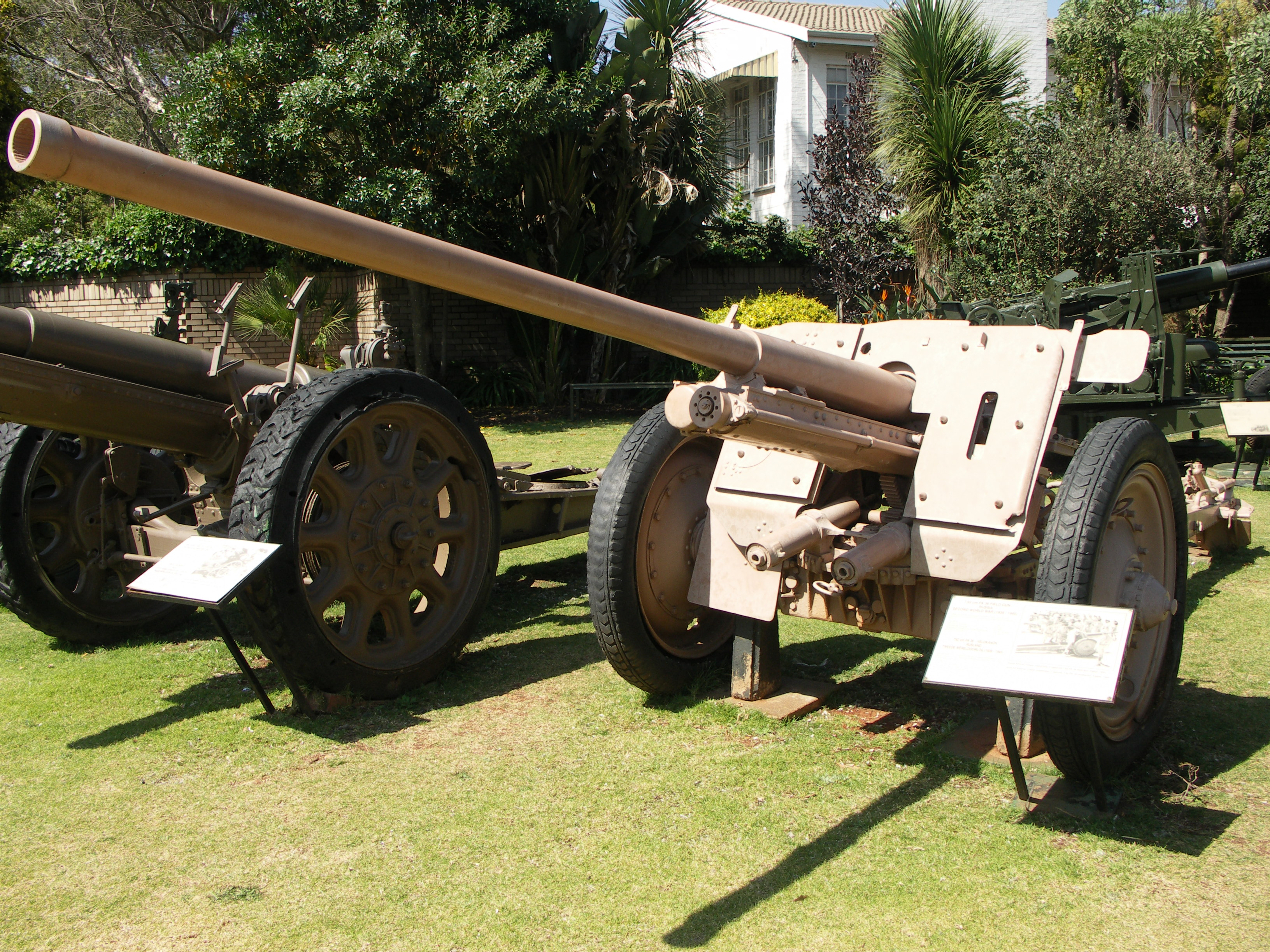
Pak 36(r), вариант без дульного тормоза

К концу 1941 года в руки вермахта попало большое количество исправных Ф-22, взятых в качестве трофеев в ходе летней кампании.  Немецкие специалисты обнаружили, что орудие имеет значительный запас прочности. Учитывая острую нехватку штатных средств ПТО, способных поражать советские танки Т-34 и КВ-1, было решено переделать Ф-22 в противотанковую пушку. Модернизация орудия включала в себя расточку каморы под гильзу большего размера, установку дульного тормоза (ранние образцы пушек, у которых камора не растачивалась под новые боеприпасы - 7,62 cm Pak 36 (r), не имели дульного тормоза; сохранилось не менее двух экземпляров орудия без дульного тормоза, также известны фронтовые фотографии переделанных Ф-22 без дульного тормоза: как буксируемых, так и самоходных вариантов), перенос механизма вертикального наведения на одну сторону с прицелом, уменьшение угла возвышения, исключение механизма переменного отката, уменьшение щита.
Для орудия был спроектирован новый боекомплект, включавший как обычные бронебойные, так и подкалиберные и кумулятивные снаряды. Баллистические характеристики орудия существенно возросли: если Ф-22 стреляла снарядом БР-350А весом 6,3 кг с начальной скоростью 690 м/с, то модернизированная пушка, получившая индекс 7,62 cm Pak 36 (7,62 cm Panzerjägerkanone 36) - без (r), стреляла снарядом Pzgr.39 весом 7,6 кг с начальной скоростью 740 м/с.
В таком виде начавшая поступать в немецкие войска весной 1942 года. Ф-22 стала одной из лучших противотанковых пушек вермахта на то время. Всего было переделано 560 орудий на полевом лафете (по некоторым сведениям, это число включает в себя и переделанные 76-мм дивизионные пушки обр. 1939 г. под индексом 7,62 cm FK 39), а также 894 орудия, приспособленных для установки на противотанковые САУ Marder II и Marder III.

### Самоходные орудия

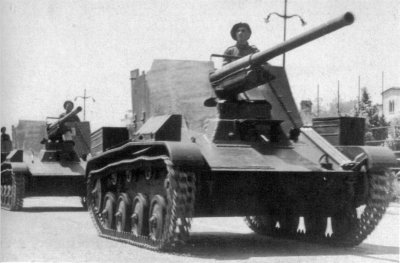
САУ TACAM T-60

Самоходные артиллерийские установки с Ф-22 в СССР не производились, но создавались с использованием трофейных орудий в Германии и Румынии.
Немцы в конце 1941 года изготовили 9 импровизированных САУ 7,62 cm F.K.36(r) auf Panzerjäger Selbstfahrlafette Zugkraftwagen 5t (также называвшихся Diana), установив Ф-22 в оригинальном варианте на шасси полугусеничного тягача Sd.Kfz.6. Пушка помещалась в прямоугольной бронированной рубке с толщиной стенок 10 мм, вес САУ составлял 10,5 т. Эти САУ использовались в Северной Африке в 1942—1943 годах в составе 3-й роты 605-го батальона истребителей танков, особо отличившись в боях у Газалы в мае — июне 1942 года.
Ф-22, переделанные в Pak 36(r), монтировались на самоходные артиллерийские установки Marder II на шасси лёгкого танка Pz.II и Marder III на шасси лёгкого танка Pz.38(t). В 1942 году было изготовлено 210 и 363 шт. таких САУ соответственно, активно использовавшихся в боевых действиях.
В Румынии в начале 1943 года путём установки трофейных Ф-22 на шасси трофейных же советских лёгких танков Т-60 была создана противотанковая САУ TACAM T-60. Исходное шасси было существенно переделано: установлен новый двигатель, вместо башни танка смонтирована бронированная рубка, в дополнение к орудию установлен пулемёт. Всего в 1943 году были изготовлены 34 самоходные артиллерийские установки, участвовавшие в боях вплоть до августа 1944 года.

## Боеприпасы и баллистика
Выстрелы орудия комплектовались в виде унитарного патрона. С целью возможности использования большого имеющегося количества ранее заскладированных боеприпасов камора Ф-22 была оставлена той же, что и у предшествующей дивизионной пушки образца 1902/30 годов.
Латунная или стальная гильза унитарного патрона образца 1900 года массой 1,55 или 1,45 кг соответственно имела длину 385,3 мм и диаметр фланца 90 мм. Заряд 54-Ж-354 состоял из 1,08 кг пороха марок 4/1 или 9/7. Для старых гранат и некоторых шрапнелей использовался заряд 54-Ж-354А весом 0,9 кг пороха марки 7/7. Подкалиберные и кумулятивные снаряды также применялись со своими собственными специальными зарядами. Также орудие могло стрелять всем ассортиментом выстрелов к 76-мм полковой пушке обр. 1927 г. — заряд этих выстрелов считался для дивизионных пушек штатным уменьшённым.
Во время войны ограниченно применялись боеприпасы раздельного заряжания. Они укомплектовывались укороченными (обрезанными) гильзами, которые были отбракованы по состоянию дульца.

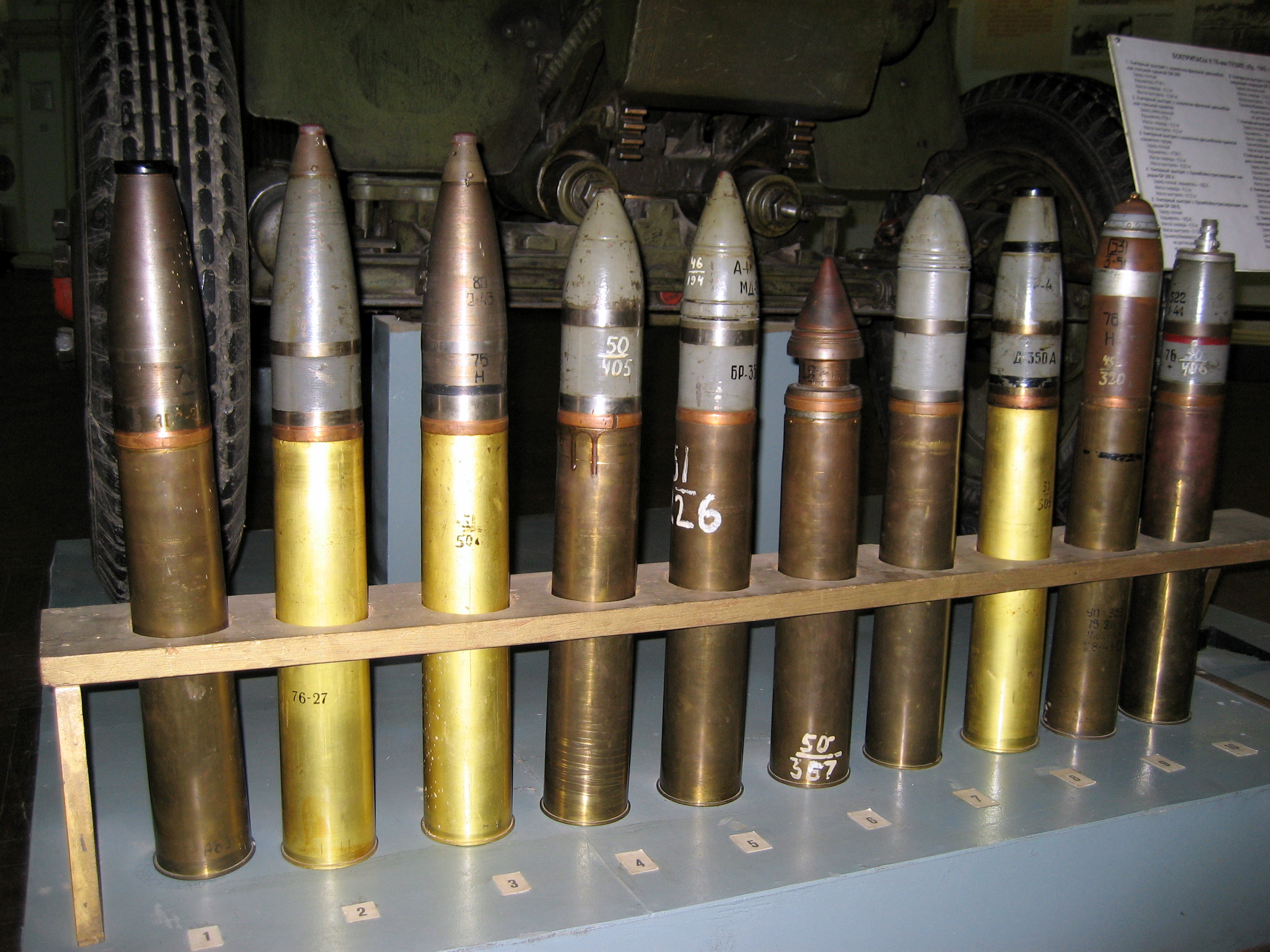
Выстрелы, используемые Ф-22

На начало Великой Отечественной войны боекомплект Ф-22 включал единственный тип бронебойного снаряда — БР-350А. Позднее на вооружение был принят более технологичный и эффективный снаряд с кольцевыми канавками (локализаторами) БР-350Б и его сплошной вариант (без заряда взрывчатого вещества) БР-350СП. Благодаря большей примерно на 30 м/с начальной скорости по сравнению с дивизионными пушками с длиной ствола 40 калибров (обр. 1902/30 гг., УСВ, ЗИС-3) бронепробиваемость Ф-22 была несколько выше.
Кумулятивные снаряды, имевшие бронепробиваемость до 100 мм, появились в боекомплекте дивизионных орудий с конца 1944 года, а до этого времени при борьбе с танками использовались либо обычные бронебойные, либо подкалиберные снаряды. В начальный период войны из-за нехватки бронебойных снарядов против бронированных целей зачастую применялась шрапнель, поставленная «на удар». Бронепробиваемость таких «эрзац-бронебойных» боеприпасов составляла порядка 30 мм на дистанциях ближнего боя. Использование подкалиберных и кумулятивных снарядов из Ф-22 теоретически было возможно, но на практике из-за небольшого количества сохранившихся ко второй половине войны на фронте орудий этого типа сведений об их применении не имеется.
Наибольший ассортимент выстрелов имелся для фугасных и осколочно-фугасных снарядов по причине наличия большого количества старых гранат русского и французского производства. Также широкой была номенклатура шрапнельных боеприпасов. Снаряд ОФ-350 при установке взрывателя на осколочное действие при разрыве создавал 600—800 убойных осколков (весом свыше 1 г), создающих площадь сплошного поражения размером 8×5 м (поражается 90 % целей) и действительного поражения — размером 30×15 м (поражается 50 % целей). При установке взрывателя на замедленное действие создавалась воронка глубиной 30—50 см и диаметром 70—100 см.
Шрапнели имелись нескольких разновидностей. Наиболее распространённые пулевые шрапнели типа Ш-354 содержали 260 круглых пуль диаметром 12,7 мм и весом 10,7 г каждая. Размер зоны действительного поражения шрапнелью составлял по фронту 20 м, а в глубину, в зависимости от дистанции и высоты разрыва, от 260 до 300 м. Шрапнели активно применялись в 1941—1942 годах, позднее их использование было эпизодическим, главным образом для самообороны расчётов с установленным на разрыв при вылете из ствола взрывателем. С этой же целью применялась картечь Щ-350, содержавшая 549 пуль весом по 10 грамм, создающих зону поражения размером 50×200 м. 76-мм пушки образца 1936 г. позволяли использование картечи, в отличие от более поздних дивизионных орудий ЗИС-3 того же калибра — наличие дульного тормоза у последних исключало их применение по соображениям безопасности расчёта и из-за повреждений дульного тормоза картечными пулями.
Зажигательные снаряды также имелись нескольких разновидностей, в частности использовались термитные снаряды Погребнякова — Стефановича и снаряды с фосфорно-катушечным зажигательным составом. В 1930-х годах был начат выпуск снарядов З-350 с термитными сегментами, уложенными в три ряда по три сегмента. При разрыве снаряда сегменты воспламенялись и разлетались в радиусе 8 м, развивая при горении температуру до 2500°.
Осколочно-химические снаряды ОХ-350 снаряжались тротилом и отравляющими веществами типа Р-12 или Р-15. В таблицы стрельбы осколочно-химические снаряды не включались; чтобы иметь возможность их использования, форма и масса данных снарядов были идентичны осколочно-фугасным гранатам ОФ-350. В 1934 году проходила испытания ядовитая шрапнель, представлявшая собой пули весом в 2 и 4 грамма, в которые были запрессованы кристаллики ядовитого вещества. Испытания прошли успешно, но на вооружение ядовитая шрапнель не принималась.
|  | Слева: Выстрелы 76-мм дивизионной пушки обр. 1936 года: 1. Выстрел УБР-354А со снарядом БР-350А (Тупоголовый с баллистическим наконечником трассирующий). 2. Выстрел УБР-354Б со снарядом БР-350Б (Тупоголовый с баллистическим наконечником с локализаторами трассирующий). 3. Выстрел УБР-354П со снарядом БР-350П (Подкалиберный бронебойный снаряд трассирующий «катушечного» типа). 4. Выстрел УОФ-354М со снарядом ОФ-350 (Стальной осколочно-фугасный снаряд). 5. Выстрел УШ-354Т со снарядом Ш-354Т (Шрапнель с трубкой Т-6) 6. Выстрел УД-354 со снарядом Д-350 (Стальной дымовой снаряд) Справа: Бронебойные 76 мм снаряды в разрезе: 1. БР-350А. 2. БР-350БСП. 3. БР-350П. |

| Номенклатура боеприпасов                                                                                            |                 |                 |                                     |                         |                        |
| Тип | Индекс ГАУ      | Вес снаряда, кг | Вес ВВ, г                           | Начальная скорость, м/с | Дальность табличная, м |
| Калиберные бронебойные снаряды                                                                                      |                 |                 |                                     |                         |                        |
| Тупоголовый с баллистическим наконечником трассирующий со взрывателем МД-5                                          | УБР-354А        | 6,3             | 155                                 | 690                     | 7000                   |
| Тупоголовый с локализаторами и баллистическим наконечником трассирующий со взрывателем МД-5 (в войсках с 1943 года) | УБР-354Б        | 6,5             | 119                                 | 690                     | 7000                   |
| Тупоголовый с баллистическим наконечником сплошной трассирующий (в войсках с 1943 года)                             | УБР-354СП       | 6,5             | нет                                 | 690                     | 7000                   |
| Подкалиберные бронебойные снаряды                                                                                   |                 |                 |                                     |                         |                        |
| Подкалиберный катушечного типа (в войсках с 1943 года)                                                              | УБР-354П        | 3,02            | нет                                 | ?                       | ?                      |
| Кумулятивные снаряды                                                                                                |                 |                 |                                     |                         |                        |
| Сталистого чугуна вращающийся со взрывателями БМ или К-6 (в войсках с конца 1944 года)                              | УБП-354А        | 5,28            | 623                                 | ?                       | ?                      |
| Стальной вращающийся со взрывателем БМ (в войсках с конца 1944 года)                                                | УБП-354М        | 3,94            | 490                                 | ?                       | ?                      |
| Осколочно-фугасные и осколочные снаряды                                                                             |                 |                 |                                     |                         |                        |
| Осколочно-фугасная стальная дальнобойная граната со взрывателем КТМ-1                                               | УОФ-354         | 6,2             | 710                                 | 706                     | 13 630 (45°)           |
| Сталистого чугуна осколочная дальнобойная граната со взрывателем КТМ-1                                              | УО-354АМ        | 6,21            | 540                                 | 706                     | 13 630 (45°)           |
| Фугасная старая граната русского образца, со взрывателями КТ-3 и КТМ-3                                              | УФ-354, УФ-354М | 6,1             | 815                                 | 706                     | 13 200 (40°)           |
| Фугасная стальная старая французская граната со взрывателями АД, АД-2, АД-Н                                         | УФ-354Ф         | 6,41            | 785                                 | ?                       | ?                      |
| Шрапнель |                 |                 |                                     |                         |                        |
| Шрапнель пулевая с трубкой 22 сек.                                                                                  | УШ-354          | 6,5             | 85 (вес вышибного заряда), 260 пуль | 652                     | 6000 (12,5°)           |
| Шрапнель пулевая с трубкой Д                                                                                        | УШ-354Д         | 6,44            | 85 (вес вышибного заряда), 260 пуль | 652                     | 6000 (12,5°)           |
| Шрапнель пулевая с трубкой Т-6                                                                                      | УШ-354Т         | 6,66            | 85 (вес вышибного заряда), 260 пуль | 645                     | 9000 (25,02°)          |
| Шрапнель Гартца с накидками Ш-354Г с трубкой 22ПГ                                                                   | УШ-354Г         | 6,58            | 85 (вес вышибного заряда)           | ?                       | ?                      |
| Стержневая шрапнель Ш-361 (черт. 2-1766) с трубкой Т-3УГ                                                            | УШ-Р2-354       | 6,61            | 84 (вес вышибного заряда)           | 692                     | 8600 (16,25°)          |
| Картечь |                 |                 |                                     |                         |                        |
| Картечь | УЩ-354          | ?               | 549 пуль                            | ?                       | 200                    |
| Дымовые снаряды |                 |                 |                                     |                         |                        |
| Дымовой стальной со взрывателем КТМ-2                                                                               | УД-354          | 6,45            | 80 тротил + 505 жёлтый фосфор       | ?                       | ?                      |
| Дымовой сталистого чугуна со взрывателем КТМ-1                                                                      | УД-354А         | 6,45            | 66 тротил + 380 жёлтый фосфор       | ?                       | ?                      |
| Зажигательные снаряды                                                                                               |                 |                 |                                     |                         |                        |
| Зажигательный стальной с трубкой Т-6                                                                                | УЗ-354          | 6,24            | 240 (вышибной заряд)                | 705                     | 9600 (20,29°)          |
| Зажигательный черт. 3890 с трубкой Т-6 или 22 сек.                                                                  | УЗ-354С         | 6,5             | 240 (вышибной заряд)                | ?                       | ?                      |
| Зажигательный З-354 Погребнякова — Стефановича с трубкой 22 сек.                                                    | УЗ-354С         | 4,65            | 240 (вышибной заряд)                | ?                       | ?                      |
| Осколочно-химические снаряды                                                                                        |                 |                 |                                     |                         |                        |
| Осколочно-химический снаряд со взрывателем КТМ-1                                                                    | УОХ-354М        | 6,25            | ?                                   | ?                       | ?                      |

| Таблица бронепробиваемости для 76-мм дивизионной пушки обр. 1936 г. |                          |                          |
| Тупоголовый калиберный бронебойный снаряд БР-350А |                          |                          |
| Дальность, м | При угле встречи 60°, мм | При угле встречи 90°, мм |
| 100 | 65                       | 85                       |
| 500 | 60                       | 80                       |
| 1000 | 55                       | 75                       |
| 1500 | 50                       | 70                       |
| Приведённые данные относятся к советской методике измерения пробивной способности (формула Жакоб-де-Марра для цементированной брони с коэффициентом K = 2400). Следует помнить, что показатели бронепробиваемости могут заметно различаться при использовании различных партий снарядов и различной по технологии изготовления брони. |                          |                          |

## Оценка проекта

### Конструкция

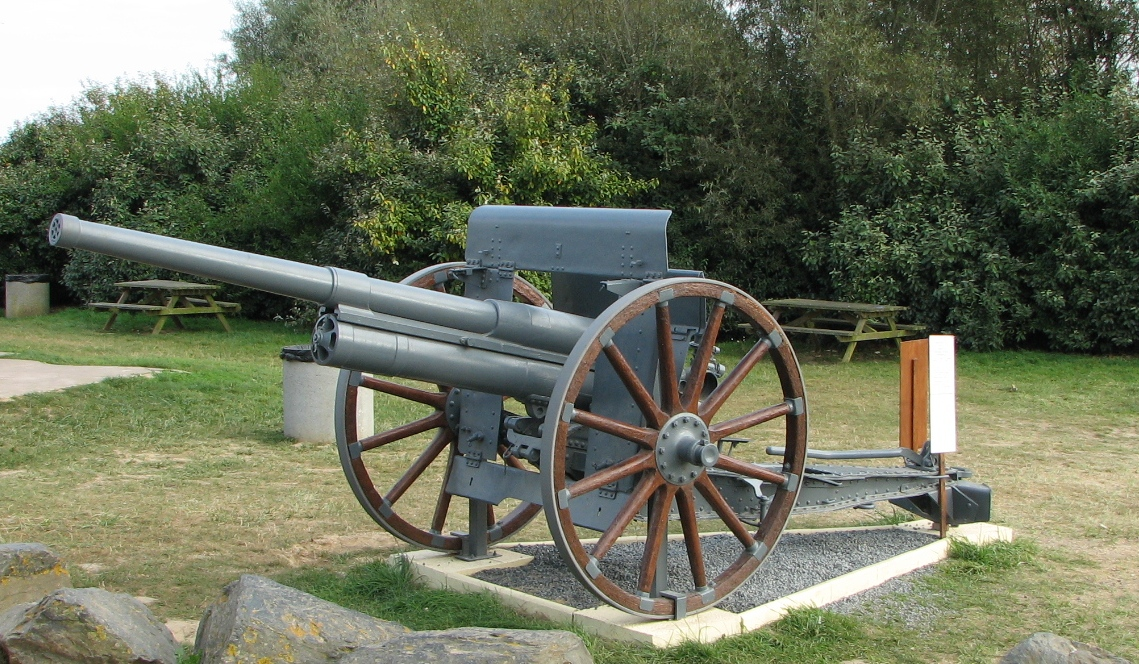
76-мм дивизионная пушка обр. 1902/30 гг.

76-мм пушка обр. 1936 г. по сравнению с пушкой обр. 1902/30 гг. безусловно являлась значительным шагом вперёд, конструктивно представляя собой вполне современную артиллерийскую систему (наличие лафета с раздвижными станинами, полуавтоматического затвора, подрессоривания). В то же время сама концепция универсального орудия, в рамках которого была создана Ф-22, оказалась неудачной по ряду причин:
- Зенитное орудие требует гораздо более мощной баллистики по сравнению с полевым и обязано иметь круговой обстрел, что неизбежно приводит к значительному увеличению размеров и стоимости артсистемы;
- Главным противником войск (на уровне дивизии) на тот момент являлись не обычные высотные бомбардировщики, а истребители-бомбардировщики, пикирующие бомбардировщики и штурмовики, для борьбы с которыми наиболее эффективны малокалиберные зенитные автоматические орудия;
- Для защиты тыловых объектов лучшую эффективность демонстрируют специализированные зенитные орудия крупного калибра[9].

Как зенитное орудие Ф-22 была малоэффективна. Она не имела кругового обстрела, что для зенитного орудия неприемлемо, а её начальная скорость (порядка 700 м/с) уступала таковой даже архаичной 76-мм зенитной пушке обр. 1915/28 гг. (730 м/с), не говоря уже о более современной 76-мм зенитной пушке обр. 1931 г. (813 м/с). На практике это означало малую досягаемость по высоте и низкую точность стрельбы. При стрельбе на углах возвышения, больших 60°, отказывалась работать автоматика затвора с соответствующими последствиями для скорострельности. Военное руководство объективно оценивало зенитные возможности Ф-22 — в её боекомплект не включались соответствующие снаряды; штатный прицел не был приспособлен для зенитной стрельбы; вооружённые ею подразделения не комплектовались приборами управления зенитным огнём. О случаях боевого использования Ф-22 в качестве зенитной пушки информации нет.
Конструктивные решения, направленные на придание орудию свойств зенитной пушки, отрицательно сказались на характеристиках Ф-22 как дивизионной артиллерийской системы. Орудие имело очень большие габариты (особенно по длине) и вес (почти на 500 кг больше в боевом положении, чем вес появившейся через 5 лет 76-мм дивизионной пушки ЗИС-3). Это весьма ограничивало подвижность Ф-22, в частности возможность её перемещения силами расчёта. Пушка имела массу недоработок, была малотехнологична и капризна в эксплуатации. Отчёт с войсковых испытаний свидетельствует:

Ф-22 на походе плоха, так как длина системы затрудняет поворотливость. Подвижность вне дорог крайне ограничена, так как её клиренс 350 мм, а подъёмный механизм выдаётся в сторону движения и слабо прикрыт (удар и др.). При стрельбе сильная вибрация и колебания тела орудия, что ведёт к уменьшению кучности. Слабое сцепление люльки с боевой осью. При 50—60 выстрелах непрерывного огня жидкость в компрессоре перегревается, что может привести к разрыву люльки. Надо прекращать стрельбу и отливать 150 г жидкости. Пушка универсальная, но ни одному назначению не удовлетворяет.

По дальности стрельбы и бронепробиваемости Ф-22 не имела значительных преимуществ перед более старой дивизионной пушкой обр. 1902/30 гг. Использование Ф-22 как противотанкового орудия было затруднено тем, что прицел и механизм вертикального наведения находились по разные стороны ствола, соответственно, наведение орудия не могло осуществляться одним только наводчиком. В то же время конструкция пушки, спроектированной под более мощный выстрел, позволяла с относительно небольшими затратами конвертировать её в мощное противотанковое орудие, что и было осуществлено немецкими инженерами.
Военное руководство достаточно быстро разочаровалось в Ф-22 — уже в ходе серийного производства пушка была отправлена на повторные войсковые испытания, а уже в марте 1937 года были выданы тактико-технические требования на новое дивизионное орудие. После завершения его разработки серийное производство Ф-22, продолжавшееся фактически лишь 3 года, было прекращено. Сменившая Ф-22 в производстве 76-мм пушка обр. 1939 г. (УСВ) за счёт уменьшения длины ствола и максимального угла ВН была легче на 135 кг и короче в походном положении более чем на метр, при том что её баллистические характеристики изменились несущественно.

### Зарубежные аналоги
После окончания Первой мировой войны в военных кругах Великобритании, Германии, Франции и США возобладало мнение о бесперспективности полевых дивизионных пушек, в связи с чем работы по созданию новых орудий этого типа были прекращены, а конструкторская деятельность была сосредоточена на создании дивизионных гаубиц. Но даже в тех странах, где было отдано предпочтение гаубичной дивизионной артиллерии, имеющиеся дивизионные пушки с вооружения не снимались и в ряде случаев подвергались модернизации. В Италии и Японии развитие дивизионных пушек было продолжено. Зарубежными аналогами Ф-22 являются 75-мм дивизионные орудия, разработанные либо модернизированные в 1930-х годах.
| Характеристика                        | обр. 1936 г. (Ф-22)                       | обр. 1902/30 гг.                          | обр. 1939 г. (УСВ)                        | M1897A4                   | F.K.38              | Mle1897/33 | Cannone da 75/32               | Obice da 75/18                 | Тип 90 моторизованный вариант | Тип 95 |
| ------------------------------------- | ----------------------------------------- | ----------------------------------------- | ----------------------------------------- | ------------------------- | ------------------- | ---------- | ------------------------------ | ------------------------------ | ----------------------------- | ------ |
| Страна                                | Союз Советских Социалистических Республик | Союз Советских Социалистических Республик | Союз Советских Социалистических Республик | Соединённые Штаты Америки | Нацистская Германия | Франция    | Королевство Италия (1861—1946) | Королевство Италия (1861—1946) | Япония                        | Япония |
| Калибр, мм/длина ствола, клб.         | 76/50                                     | 76/40                                     | 76/40                                     | 75/36                     | 75/34               | 75/36      | 75/32                          | 75/18                          | 75/38                         | 75/31  |
| Масса в боевом положении, кг          | 1620                                      | 1350                                      | 1485                                      | 1600                      | 1380                | 1500       | 1200                           | 1050                           | 1600                          | 1107   |
| Максимальный угол ВН, град.           | 75                                        | 37                                        | 45                                        | 49                        | 45                  | 50         | 45                             | 45                             | 43                            | 43     |
| Максимальный угол ГН, град.           | 60                                        | 5                                         | 56,5                                      | 60                        | 55                  | 58         | 50                             | 50                             | 50                            | 50     |
| Масса осколочно-фугасного снаряда, кг | 6,2                                       | 6,2                                       | 6,2                                       | 6,6                       | 5,6                 | 6,6        | 6,35                           | 6,35                           | 6,6                           | 6,3    |
| Начальная скорость снаряда, м/с       | 690                                       | 655                                       | 655                                       | 596                       | 580                 | 580        | 624                            | 425                            | 683                           | 500    |
| Максимальная дальность стрельбы       | 13 630                                    | 13 000                                    | 13 290                                    | 12 796                    | 11 300              | 11 100     | 12 500                         | 9560                           | 13 890                        | 10 970 |

Во Франции считали почти идеальной конструкцию пушки Mle 1897, хотя и созданной ещё до наступления 20-го в., однако хорошо показавшей себя во время Первой мировой войны. Модернизация коснулась только лафета, обеспечив в варианте Mle 1897/33 большой угол горизонтальной наводки и возможность скоростной буксировки мехтягой. Сохранение исходной баллистики сделало французскую пушку наиболее слабой и недальнобойной на фоне более поздних аналогов. Были также разработки нового орудия Шнейдера с длиной ствола 40 калибров, более тяжёлым снарядом (7,2 кг) и высокой начальной скоростью (670 м/с), которое обеспечивало рекордную для этого класса дальнобойность (до 14 км). Однако отказ от уже зарекомендовавшей себя системы был признан нецелесообразным. Многие страны (особенно недостаточно промышленно развитые, такие как Польша), продолжали использовать французскую пушку Mle 1897 в варианте исходном или модернизированном самими французами, либо модернизировали собственными силами.
В том числе, в США была произведена модернизация 75-мм пушки M1897, представлявшей собой вариант французской пушки Mle 1897. Модернизация заключалась в установке качающейся части орудия на новый лафет с раздвижными станинами. Орудие, принятое на вооружение как М1897А4, при близкой к 76-мм дивизионной пушке обр. 1902/30 гг. максимальной дальности стрельбы, намного превосходила старое русское орудие по подвижности и углу горизонтального наведения, но было на 250 кг тяжелее и имело меньшую начальную скорость снаряда.
В Германии фирма Круппа в 1938 году по заказу Бразилии создала 75-мм полевую пушку. До начала войны заказчику были отгружены 64 орудия, остальные 80 были реквизированы вермахтом и поступили на вооружение под индексом 7,5 cm F.K.38. По сравнению с Ф-22 данное орудие имело более слабую баллистику (начальная скорость меньше на 110 м/с), к тому же оно стреляло более лёгким снарядом. Вес немецкой пушки был на 240 кг меньше, чем вес Ф-22.
В Италии в 1937 году была принята на вооружение 75-мм пушка Cannone da 75/32 Modello 37. При более слабой баллистике (начальная скорость при почти равном весе снаряда меньше на 59 м/с, дальнобойность также уступает более чем на 1 км) итальянская пушка была легче советской на 420 кг. Сравнение Ф-22 с другим итальянским 75-мм дивизионным орудием Obice da 75/18 Modello 35 некорректно, так как это итальянское орудие создавалось как горное, и по баллистике ближе скорее к полковым. При существенно более слабой баллистике (начальная скорость меньше на 265 м/с, более чем в полтора раза, дальность стрельбы — на 4 км, тоже примерно в полтора раза) итальянское орудие весило заметно меньше советского, на 570 кг, но для своего класса оно было избыточно тяжёлым: близкие по баллистике полковые и горные орудия того периода, как правило, в полтора-два раза легче.
На дальностях, близких к предельным, дивизионные пушки данного калибра стреляли редко — на таких расстояниях наблюдение за разрывами 76-мм снарядов затруднительно, что осложняет корректировку огня; кроме того, при стрельбе на большие дистанции резко увеличивалось рассеивание снарядов, и соответственно резко снижалась точность огня.

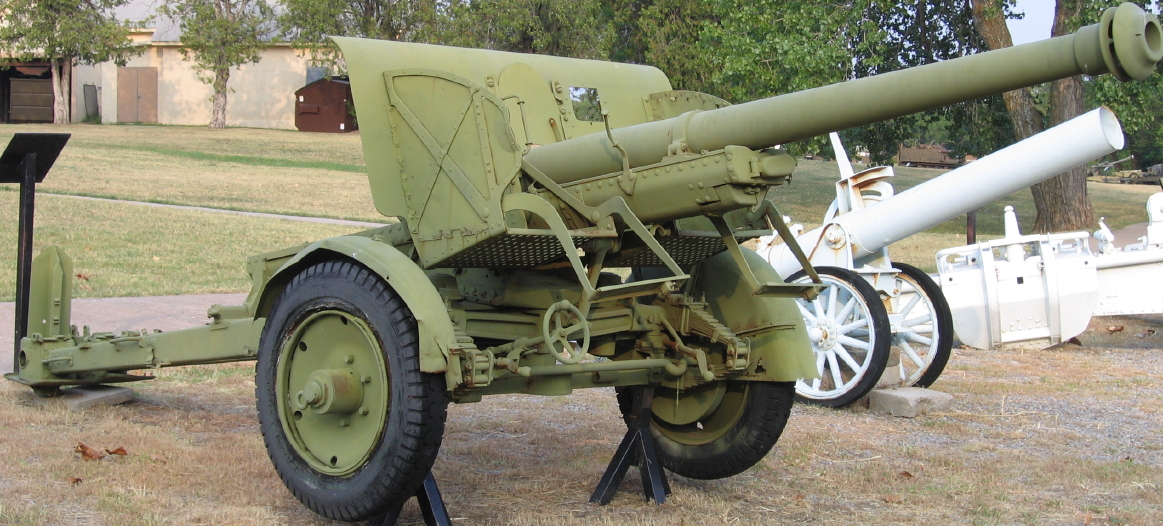
75-мм японская пушка Тип 90 «моторизованный» вариант

В Японии в 1932 году была запущена в производство 75-мм пушка Тип 90. По своим характеристикам она была близка к Ф-22, несколько уступая по максимальному углу ГН, но немного превосходя советскую пушку по весу снаряда и максимальной дальности стрельбы. Вес обоих орудий был примерно равным (неподрессоренный вариант японской пушки с деревянными колёсами был на 200 кг легче, но этот вариант заметно терял в подвижности). Кроме того, в Японии с 1935 года производилась 75-мм пушка Тип 95, предназначенная для кавалерийских подразделений. Она была легче Ф-22 на 500 кг за счёт меньшей длины ствола, более слабой баллистики (дальнобойность уменьшилась на 3км) и увеличенной длины отката ствола, и снабжалась деревянными колёсами без подрессоривания, что снижало её подвижность

.
В Швеции фирма «Бофорс» разработала 75-мм пушку с весьма высокими баллистическими данными при достаточно среднем весе. Однако массового спроса на это изделие не было, так как большинство стран отдавало предпочтение собственным разработкам

## Сохранившиеся экземпляры

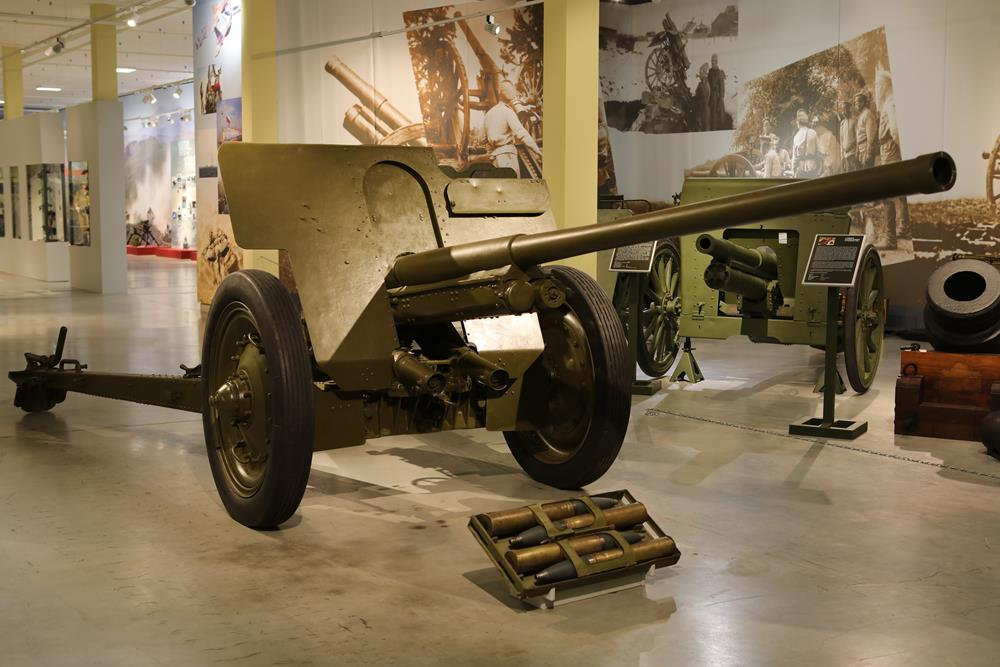
76-мм дивизионная пушка обр. 1936 г. в Музее отечественной военной истории в Падиково

76-мм дивизионную пушку обр. 1936 г можно увидеть в Музее артиллерии и инженерных войск в Санкт-Петербурге (два орудия), артиллерийских музеях в городах Хямеэнлинна и Хельсинки (Финляндия), музее военной техники в Нюрнберге, в Музее отечественной военной истории в деревне Падиково Московской области. Опытная пушка Ф-20 экспонируется в Центральном музее Великой Отечественной войны в Москве. Боевая единица, найденная на полях сражений Второй мировой войны, экспонируется в Музейном комплексе УГМК (г. Верхняя Пышма, Свердловская область). Немецкая модификация Pak 36 представлена в Национальном музее военной истории (ЮАР) и в военном музее на базе Боден (Канада) — в обоих музеях экспонируется переходной вариант орудия без дульного тормоза; вариант с дульным тормозом доступен для осмотра в Гомельском музее военной славы, также одно орудие этого типа было восстановлено в 2000—2002 годах силами поисково-реставрационной группы «Эхо войн». В ноябре 2018 года закупленное на аукционе в Финляндии орудие пополнило коллекцию Музея отечественной военной истории.
Так же орудие Pak 36 в варианте с дульным тормозом можно увидеть на заднем дворе Музея артиллерии и инженерных войск в Санкт-Петербурге.

## Ф-22 в сувенирной и игровой индустрии
Сборные пластиковые модели-копии 76-мм пушки обр. 1936 г. выпускаются китайской фирмой Bronco Models в масштабе 1:35, украинскими фирмами ACE — в масштабе 1:72 (модель может быть собрана как в виде оригинального орудия, так и Pak 36(r)) и ICM — в масштабе 1:35 (модификация Pak 36(r) в комплекте с фигурками расчёта). Ф-22 можно увидеть в ряде компьютерных игр. Наиболее часто орудие представлено в стратегиях различной направленности: стратегиях в реальном времени, таких как Sudden Strike, «Линия фронта. Битва за Харьков», «Блицкриг», и варгеймах, таких как Combat Mission II: Barbarossa to Berlin.